# 图尔特雷斯
图尔特雷斯（法語：Tourtrès，法語發音：[tuʁtʁɛs]）是法国洛特-加龙省的一个市镇，位于该省北部略偏西，属于洛特河畔新城区。

## 地理
图尔特雷斯（44°30'21"N, 0°25'38"E）面积11.71 平方千米，位于法国新阿基坦大区洛特-加龍省，该省份为法国西南部内陆省份，北起多爾多涅省，西接吉倫特省和朗德省，南至热尔省，东临塔恩-加龙省和洛特省。
与图尔特雷斯接壤的市镇（或旧市镇、城区）包括：拉佩尔什、库尔、拉布勒托尼、圣巴泰勒米达日奈、通布伯夫、韦尔特伊达日奈。
图尔特雷斯的时区为UTC+01:00、UTC+02:00（夏令时）。

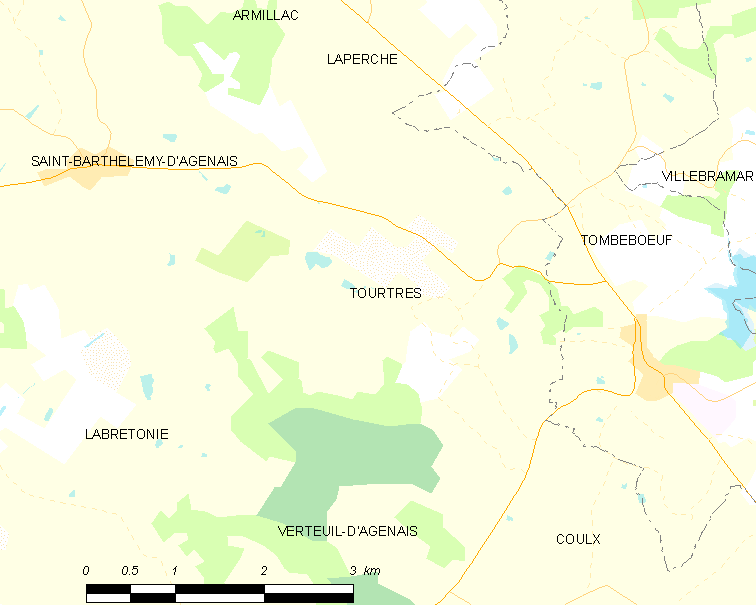
图尔特雷斯的OSM定位图

## 行政
图尔特雷斯的邮政编码为47380，INSEE市镇编码为47313。

## 政治
图尔特雷斯所属的省级选区为勒利夫拉代县。

## 交通
洛特-加龙省省道D124线和D275线经过境内。

## 人口

1962-2008年间图尔特雷斯人口变化图示

图尔特雷斯于2022年1月1日时的人口数量为140人。